# Copa Libertadores 1993
Die Copa Libertadores 1993 war die 34. Auflage des wichtigsten südamerikanischen Fußballwettbewerbs für Vereinsmannschaften. 21 Mannschaften nahmen teil. Es nahmen jeweils die Landesmeister der CONMEBOL-Länder und die Zweiten teil. Das Teilnehmerfeld komplettierte Titelverteidiger FC São Paulo. Das Turnier begann am 5. Februar und endete am 26. Mai 1993 mit dem Final-Rückspiel. Der brasilianische Vertreter FC São Paulo gewann das Finale gegen CD Universidad Católica und damit zum zweiten Mal in Folge die Copa Libertadores.

## Gruppenphase

### Gruppe 1
| Pl. | Verein                    | Sp. | S | U | N | Tore    | Diff. | Punkte |
| --- | ------------------------- | --- | - | - | - | ------- | ----- | ------ |
| 1.  | Universitario de Deportes | 6   | 3 | 3 | 0 | 014:700 | +7    | 09     |
| 2.  | Sporting Cristal          | 6   | 3 | 1 | 2 | 013:900 | +4    | 07     |
| 3.  | AC Minervén FC            | 6   | 1 | 2 | 3 | 006:120 | −6    | 04     |
| 3.  | FC Caracas                | 6   | 1 | 2 | 3 | 005:100 | −5    | 04     |

|                           |   |                  | Hinspiel | Rückspiel |
| ------------------------- | - | ---------------- | -------- | --------- |
| AC Minervén FC            | - | FC Caracas       | 1:0      | 1:1       |
| Universitario de Deportes | - | Sporting Cristal | 3:1      | 2:2       |
| Sporting Cristal          | - | FC Caracas       | 0:1      | 3:1       |
| Universitario de Deportes | - | FC Caracas       | 4:1      | 1:1       |
| Sporting Cristal          | - | AC Minervén FC   | 6:2      | 1:0       |
| Universitario de Deportes | - | AC Minervén FC   | 2:0      | 2:2       |

#### Entscheidungsspiel um den dritten Platz
|                | Ergebnis |            |
| -------------- | -------- | ---------- |
| AC Minervén FC | 1:0      | FC Caracas |

### Gruppe 2
| Pl. | Verein                  | Sp. | S | U | N | Tore    | Diff. | Punkte |
| --- | ----------------------- | --- | - | - | - | ------- | ----- | ------ |
| 1.  | CD Universidad Católica | 6   | 3 | 2 | 1 | 015:800 | +7    | 08     |
| 2.  | Club Bolívar            | 6   | 3 | 1 | 2 | 010:700 | +3    | 07     |
| 3.  | CD Cobreloa             | 6   | 2 | 3 | 1 | 008:900 | −1    | 07     |
| 4.  | Club San José           | 6   | 1 | 0 | 5 | 008:170 | −9    | 02     |

|               |   |                         | Hinspiel | Rückspiel |
| ------------- | - | ----------------------- | -------- | --------- |
| CD Cobreloa   | - | CD Universidad Católica | 1:1      | 1:1       |
| Club Bolívar  | - | Club San José           | 3:1      | 0:1       |
| Club Bolívar  | - | CD Universidad Católica | 3:1      | 0:3       |
| Club San José | - | CD Universidad Católica | 2:5      | 1:4       |
| Club Bolívar  | - | CD Cobreloa             | 3:0      | 1:1       |
| Club San José | - | CD Cobreloa             | 2:3      | 1:2       |

### Gruppe 3
| Pl. | Verein                    | Sp. | S | U | N | Tore    | Diff. | Punkte |
| --- | ------------------------- | --- | - | - | - | ------- | ----- | ------ |
| 1.  | Nacional Montevideo       | 6   | 3 | 2 | 1 | 012:600 | +6    | 08     |
| 2.  | CD El Nacional            | 6   | 3 | 0 | 3 | 009:110 | −2    | 06     |
| 3.  | Barcelona Sporting Club   | 6   | 2 | 1 | 3 | 008:700 | +1    | 05     |
| 4.  | Club Atlético Bella Vista | 6   | 2 | 1 | 3 | 006:110 | −5    | 05     |

|                         |   |                           | Hinspiel | Rückspiel |
| ----------------------- | - | ------------------------- | -------- | --------- |
| Nacional Montevideo     | - | Club Atlético Bella Vista | 2:2      | 1:0       |
| CD El Nacional          | - | Barcelona Sporting Club   | 1:0      | 0:4       |
| Barcelona Sporting Club | - | Club Atlético Bella Vista | 2:0      | 1:2       |
| CD El Nacional          | - | Club Atlético Bella Vista | 5:0      | 0:2       |
| Barcelona Sporting Club | - | Nacional Montevideo       | 1:1      | 0:3       |
| CD El Nacional          | - | Nacional Montevideo       | 2:0      | 1:5       |

### Gruppe 4
| Pl. | Verein            | Sp. | S | U | N | Tore    | Diff. | Punkte |
| --- | ----------------- | --- | - | - | - | ------- | ----- | ------ |
| 1.  | CR Flamengo       | 6   | 3 | 1 | 2 | 009:700 | +2    | 07     |
| 2.  | América de Cali   | 6   | 3 | 1 | 2 | 012:110 | +1    | 07     |
| 3.  | Atlético Nacional | 6   | 3 | 1 | 2 | 008:600 | +2    | 07     |
| 4.  | SC Internacional  | 6   | 0 | 3 | 3 | 004:900 | −5    | 03     |

|                   |   |                   | Hinspiel | Rückspiel |
| ----------------- | - | ----------------- | -------- | --------- |
| Internacional     | - | CR Flamengo       | 0:0      | 1:3       |
| América de Cali   | - | Atlético Nacional | 0:3      | 2:3       |
| América de Cali   | - | CR Flamengo       | 2:1      | 3:1       |
| Atlético Nacional | - | CR Flamengo       | 0:1      | 1:3       |
| Internacional     | - | América de Cali   | 1:1      | 2:4       |
| Internacional     | - | Atlético Nacional | 0:1      | 0:0       |

#### Entscheidungsspiel um den zweiten Tabellenplatz
|                 | Ergebnis |                   |
| --------------- | -------- | ----------------- |
| América de Cali | 4:2      | Atlético Nacional |

### Gruppe 5
| Pl. | Verein             | Sp. | S | U | N | Tore    | Diff. | Punkte |
| --- | ------------------ | --- | - | - | - | ------- | ----- | ------ |
| 1.  | Club Cerro Porteño | 6   | 2 | 3 | 1 | 005:400 | +1    | 07     |
| 2.  | Newell’s Old Boys  | 6   | 1 | 4 | 1 | 004:400 | ±0    | 06     |
| 3.  | Club Olimpia       | 6   | 1 | 4 | 1 | 004:400 | ±0    | 06     |
| 4.  | River Plate        | 6   | 1 | 3 | 2 | 004:500 | −1    | 05     |

|                    |   |                   | Hinspiel | Rückspiel |
| ------------------ | - | ----------------- | -------- | --------- |
| Club Cerro Porteño | - | Club Olimpia      | 0:0      | 0:1       |
| River Plate        | - | Newell’s Old Boys | 0:1      | 0:0       |
| Club Cerro Porteño | - | Newell’s Old Boys | 0:0      | 2:1       |
| Club Olimpia       | - | Newell’s Old Boys | 1:1      | 1:1       |
| Club Cerro Porteño | - | River Plate       | 2:1      | 1:1       |
| Club Olimpia       | - | River Plate       | 1:1      | 0:1       |

## Achtelfinale
|                           | Gesamt |                         | Hinspiel | Rückspiel |
| ------------------------- | ------ | ----------------------- | -------- | --------- |
| CD Universidad Católica   | 3:2    | Atlético Nacional       | 2:0      | 1:2       |
| Universitario de Deportes | 2:4    | Barcelona Sporting Club | 2:1      | 0:3       |
| CD El Nacional            | 3:4    | Sporting Cristal        | 3:0      | 0:4       |
| América de Cali           | 3:2    | Club Bolívar            | 2:1      | 1:1       |
| Club Cerro Porteño        | 3:1    | CD Cobreloa             | 1:1      | 2:0       |
| Nacional Montevideo       | 1:5    | Club Olimpia            | 1:2      | 0:3       |
| CR Flamengo               | 9:2    | AC Minervén FC          | 8:2      | 1:0       |
| Newell’s Old Boys         | 2:4    | FC São Paulo            | 2:0      | 0:4       |

## Viertelfinale
|                         | Gesamt          |                         | Hinspiel | Rückspiel |
| ----------------------- | --------------- | ----------------------- | -------- | --------- |
| CD Universidad Católica | 4:1             | Barcelona Sporting Club | 3:1      | 1:0       |
| Sporting Cristal        | 4:5             | América de Cali         | 2:2      | 2:3       |
| Club Cerro Porteño      | 1:1 (4:2 i. E.) | Club Olimpia            | 1:1      | 0:0       |
| CR Flamengo             | 1:3             | FC São Paulo            | 1:1      | 0:2       |

## Halbfinale
|                         | Gesamt |                 | Hinspiel | Rückspiel |
| ----------------------- | ------ | --------------- | -------- | --------- |
| CD Universidad Católica | 3:2    | América de Cali | 1:0      | 2:2       |
| Club Cerro Porteño      | 0:1    | FC São Paulo    | 0:1      | 0:0       |

## Finale

### Hinspiel
| FC São Paulo                                              | FC São Paulo | CD Universidad Católica | CD Universidad Católica |
| --------------------------------------------------------- | --- | --- | ----------------------- |
| FC São Paulo                                              | \| 19. Mai 1993 in São Paulo, Brasilien (Estádio do Morumbi) \| \| Ergebnis: 5:1 (2:0) \| \| Zuschauer: 94.600 \| \| Schiedsrichter: José Joaquin Torres ( Kolumbien) \| | \| 19. Mai 1993 in São Paulo, Brasilien (Estádio do Morumbi) \| \| Ergebnis: 5:1 (2:0) \| \| Zuschauer: 94.600 \| \| Schiedsrichter: José Joaquin Torres ( Kolumbien) \|                                                                            | CD Universidad Católica |
| FC São Paulo                                              | Zetti – Vítor (66. Catê), Válber, Gilmar, Ronaldo Luiz (66. André), Pintado, Dinho, Raí, Cafu, Palhinha, Müller Cheftrainer: Telê Santana                                | Óscar Wirth – Leonel Contreras, Daniel López (62. Rodrigo Barrera), Sergio Vázquez, Andrés Romero, Raimundo Tupper, Ricardo Lunari, Nelson Parraguez, Mario Lepe, Juan Carlos Almada, Luis Pérez (73. Gerardo Reinoso) Cheftrainer: Ignacio Prietto | CD Universidad Católica |
| FC São Paulo                                              | 1:0 Daniel Fernando López (1., ET) 2:0 Vítor (40.) 3:0 Gilmar (54.) 4:0 Raí (60.) 5:0 Müller (65.)                                                                       | 5:1 Juan Almada (85., Elfmeter) | CD Universidad Católica |
| 19. Mai 1993 in São Paulo, Brasilien (Estádio do Morumbi) | | |                         |
| Ergebnis: 5:1 (2:0)                                       | | |                         |
| Zuschauer: 94.600                                         | | |                         |
| Schiedsrichter: José Joaquin Torres ( Kolumbien)          | | |                         |

### Rückspiel
| CD Universidad Católica                            | CD Universidad Católica | FC São Paulo | FC São Paulo |
| -------------------------------------------------- | --- | --- | ------------ |
| CD Universidad Católica                            | \| 26. Mai 1993 in Santiago, Chile (Estadio Nacional) \| \| Ergebnis: 2:0 (2:0) \| \| Zuschauer: 50.000 \| \| Schiedsrichter: Juan Escobar ( Paraguay) \| | \| 26. Mai 1993 in Santiago, Chile (Estadio Nacional) \| \| Ergebnis: 2:0 (2:0) \| \| Zuschauer: 50.000 \| \| Schiedsrichter: Juan Escobar ( Paraguay) \| | FC São Paulo |
| CD Universidad Católica                            | Óscar Wirth – Andrés Romero, Sergio Vázquez, Leonel Contreras (82. José Saturnino Cardozo), Raimundo Tupper (65. Gerardo Reinoso), Nelson Parraguez, Mario Lepe, Ricardo Lunari, Luis Pérez, Juan Carlos Almada, Rodrigo Barrera Cheftrainer: Ignacio Prietto | Zetti – Vítor (66. Toninho Cerezo), Gilmar, Válber, Pintado, Dinho, Raí, Palhinha, Cafu, Marcos Adriano, Müller Cheftrainer: Telê Santana                 | FC São Paulo |
| CD Universidad Católica                            | 1:0 Ricardo Lunari (9.) 2:0 Juan Almada (15.) | | FC São Paulo |
| CD Universidad Católica                            | Reinoso (87.) | Gilmar (63.), Toninho Cerezo (69.) | FC São Paulo |
| 26. Mai 1993 in Santiago, Chile (Estadio Nacional) | | |              |
| Ergebnis: 2:0 (2:0)                                | | |              |
| Zuschauer: 50.000                                  | | |              |
| Schiedsrichter: Juan Escobar ( Paraguay)           | | |              |